# Gradec (Zagrebačka županija)
Gradec je općina u Hrvatskoj. Nalazi se u Zagrebačkoj županiji.

## Zemljopis
Gradec se nalazi 40 kilometara sjeveroistočno od Zagreba.
Gradec je jedna od općina u sastvu Zagrebačke županije. Kroz njega prolazi rijeka Glogovnica. Bogat je šumom.
Glavna prometna poveznica je cesta Bjelovar – Rovišće – Sveti Ivan Žabno – Cugovec – Gradec – Vrbovec – Dugo Selo – Sesvete – Zagreb.
Također općinom prolazi međunarodna pruga Zagreb – Dugo Selo – Križevci – Koprivnica – Mađarska. U planu je izgradnja novog odvojka prema Sv.Ivanu Žabno, čime bi se skratio put Bjelovar – Zagreb. Na teritoriju općine postoje dva željeznička stajališta.

## Stanovništvo
Po popisu stanovništva iz 2001. godine, općina Gradec imala je 3920 stanovnika, raspoređenih u 20 naselja:
- Buzadovac – 134
- Cugovec – 390
- Festinec – 70
- Fuka – 120
- Grabrić – 85
- Gradec – 490
- Gradečki Pavlovec – 506
- Haganj – 534
- Lubena – 123
- Mali Brezovec – 90
- Podjales – 190
- Pokasin – 52
- Potočec – 104
- Remetinec – 74
- Repinec – 255
- Salajci – 88
- Stari Glog – 115
- Tučenik – 122
- Veliki Brezovec – 188
- Zabrđe – 188

| broj stanovnika | 3360  | 3575  | 3756  | 4357  | 5027  | 5313  | 5168  | 5374  | 5283  | 5337  | 5268  | 4656  | 4213  | 3788  | 3920  | 3681  | 3189  |
|                 | 1857. | 1869. | 1880. | 1890. | 1900. | 1910. | 1921. | 1931. | 1948. | 1953. | 1961. | 1971. | 1981. | 1991. | 2001. | 2011. | 2021. |

| broj stanovnika | 365   | 442   | 420   | 424   | 1175  | 538   | 496   | 515   | 654   | 533   | 565   | 517   | 475   | 442   | 490   | 461   | 403   |
|                 | 1857. | 1869. | 1880. | 1890. | 1900. | 1910. | 1921. | 1931. | 1948. | 1953. | 1961. | 1971. | 1981. | 1991. | 2001. | 2011. | 2021. |

## Uprava
Administrativno sjedište općine je naselje Gradec. 
Dan Općine obilježava se 14. rujna.
Načelnica općine je Ljubica Ambrušec (kandidatkinja grupe birača).

## Povijest
Prvi put se spominje kao feudalni posjed Goricha Terra 1293. godine.

## Poznate osobe
- Maksimilijan Vrhovac

## Spomenici i znamenitosti
- Crkva Ranjenog Isusa, zaštićeno kulturno dobro
- Biskupski dvorac, zaštićeno kulturno dobro

## Obrazovanje
Osnovna škola od prvog do osmog razreda.

## Vanjske poveznice
- Stranice općine Gradec